# Avenida Professor Alfredo Balena
A avenida Professor Alfredo Balena é uma das principais avenidas de Belo Horizonte, localizada no bairro de Santa Efigênia. Ela é considerada a Avenida dos Hospitais, por cortar uma região hospitalar. O nome da avenida foi escolhido em homenagem ao farmacêutico, médico e humanista ítalo-brasileiro Alfredo Balena, um dos fundadores da Faculdade de Medicina da UFMG.

## História
Por ocasião da fundação da cidade, denominava-se Avenida Mantiqueira e era uma das vias que delimitavam o Parque Municipal Américo Renné Giannetti. Com o passar do tempo, parte da área do parque foi cedida para a construção, ao longo da avenida, da Faculdade de Medicina da Universidade Federal de Minas Gerais — inaugurada em 1960 — do Hospital das Clínicas, do Hospital João XXIII e do Teatro Marília, inaugurado em 1964 e tombado em 1991 pelo Conselho Deliberativo do Patrimônio Cultural do Município.

### Patrimônio histórico
Do outro lado da avenida, foi erguida em 1926 a Escola Estadual Dom Pedro II em estilo eclético, com elementos do barroco e do rococó, atualmente tombada pelo Instituto Estadual do Patrimônio Histórico e Artístico de Minas Gerais.
O conjunto urbanístico formado pelas avenidas Alfredo Balena e Carandaí integra a lista de bens protegidos em Belo Horizonte.